# Lycomorphodes coccipyga
Lycomorphodes coccipyga är en fjärilsart som beskrevs av Paul Dognin 1909. Lycomorphodes coccipyga ingår i släktet Lycomorphodes och familjen björnspinnare. Inga underarter finns listade i Catalogue of Life.